# Четвериков, Иван Иванович
Иван Иванович Четвериков (1817, Москва — 4 декабря 1871, Москва) — потомственный дворянин, действительный статский советник, меценат.

## Биография
Потомственный дворянин, действительный статский советник и кавалер, московский первой гильдии купец. Владелец Городищенской фабрики (вместе с младшим братом) после смерти отца и старшего брата, управляющий московской конторой торгового дома Четвериковых. Почётный мировой судья в Москве с 1862 года.
Председатель комитета по поддержке православия в Западном крае, построил около 100 православных храмов и более 200 училищ. С 1861 по 1871 год Четвериков помог различными пособиями более чем 4000 церквей — вдвое более того, что сделала сама казна при ежегодном расходе в 500 000 рублей. Императрица Мария Александровна, принимавшая самое деятельное участие в благотворительной деятельности Четверикова, передала ему в дар «на добрый подвиг» икону и неоднократно потом принимала его и выслушивала его представления о нужде церквей и о том, что было сделано для них путём частной благотворительности.
Четвериков был щедро награждён за свои труды многими орденами. Когда в западных губерниях стали возникать церковные братства, Четвериков явился им на помощь, он немало помог также балтийским и гельсингфорсским церквам. На его средства окончена постройка Гельсингфорсского собора. Для духовенства Московской епархии Четвериков также немало потрудился, главным образом, устройством эмеритальной кассы. Четвериков собрал капитал, легший в её основание, а также принимал деятельное участие в составлении устава кассы и был на съезде духовенства избран казначеем Московской эмеритальной кассы.
За благотворительную и активную общественную деятельность пожалован в потомственное дворянство. Активный участник улучшения Московского юридического общественного управления (член комиссии 1859 и 1862 годах). Гласный Мосгордумы первых трех сроков 1863—1871 годов.
Согласно официальной версии, «умер от аневризма», но, по другим данным, из-за кризиса фабрики покончил с собой. Похоронен на кладбище Алексеевского девичьего монастыря в Москве.
Сын — депутат Государственной Думы, эмигрант С. И. Четвериков, внук — биолог С. С. Четвериков.